# 藤由紀子
藤 由紀子（ふじ ゆきこ、1942年12月17日 - 2022年）（80歳没）は、日本の元女優。本名：柴田 幸子。旧姓：佐藤（さとう）。東京都江東区出身。

## 来歴・人物
東京市城東区（現在の東京都江東区）亀戸生まれ。松竹音楽舞踊学校を経て、松竹に入社。1961年の井上和男監督「熱愛者」で端役デビューし、同年木下惠介監督「永遠の人」で、主演の高峰秀子の娘役に抜擢される。エレガントな美貌で注目されたが、テレビドラマの出演を巡って会社と対立したことから1962年、松竹を退社。
フリーでテレビドラマ「人間の條件」などに出演した後、1962年12月に再デビューの形で大映に入社。大映でも大型新人として一フジ（藤由紀子）、二タキ（滝瑛子）、三スガタ（姿美千子）と売り出され、特に企業間競争をテーマにしたサスペンス「黒シリーズ｣では全11作中6本に出演、主演の田宮二郎と息の合ったコンビネーションを見せた。時代劇でも市川雷蔵主演の「手討」「剣」、勝新太郎主演の「駿河遊侠伝・破れ鉄火」などに出演し、大映映画に欠かせない顔と成りつつあったが、1965年5月、同じ大映の田宮と結婚し、映画界を去った。
田宮との間には二子をもうけた（長男は柴田光太郎、次男は田宮五郎）。また、3人の孫がいる（光太郎の子供）。田宮の死後は、｢子供を育て上げることが田宮二郎の遺志であり、自分の喜びでもある｣（柴田光太郎HPより）と、女手一つで子供たちを育て上げた。
田宮の死後、元麻布の自宅を解体した上で外国人向けのマンションを建て、オーナー兼管理をしていた。2012年、脳出血を患う。
2022年死去。

## 出演

### 映画
- 熱愛者（1961年、松竹）
- 永遠の人（1961年、松竹）
- めぐり逢う日まで（1961年、松竹）
- 晴子の応援団長（1962年、松竹）
- 停年退職（1963年、大映）
- 夜の配当（1963年、大映）
- 黒の駐車場（1963年、大映）
- 手討（1963年、大映）
- 黒の死球（1963年、大映）
- 黒の商標（1963年、大映）
- 妖僧（1963年、大映）
- 黒の爆走（1964年、大映）
- 黒の切り札（1964年、大映）
- 黒の超特急（1964年、大映）
- 犯罪教室（1964年、大映）
- 海底犯罪No.1（1964年、大映）
- 剣 （1964年、大映）
- 忍びの者 続・霧隠才蔵（1964年、大映）
- 駿河遊侠伝・破れ鉄火（1964年、大映）
- 殺られる前に殺れ（1964年、大映）
- 乞食大将 (1964年、大映)
- 駿河遊侠伝・度胸がらす（1965年、大映）

### テレビドラマ
- お嬢さん（1962年、KTV）
- 人間の條件（1962年 - 1963年、TBS） - 梶美千子 役
- 捜査検事（1964年 - 1965年、TBS）